# Autoritat Nacional del Ladino
L'Autoritat Nacional del Ladino (en judeocastellà: Autoridad Nasionala del Ladino), amb les sigles ANL, és una organització establerta a Israel, que defensa l'idioma i la cultura sefardita i jueva.

## Activitats
L'ANL va ser creat l'any 1997, sobre la base d'una llei aprovada pel Knesset (el Parlament d'Israel) el 17 de març de 1996. És l'encarregat de l'estudi, defensa i preservació del judeocastellà (de vegades es fa servir el terme Ladino encara que especialistes, com Haim Vidal Séphiha rebutgen aquesta etiqueta). També edita des de 1998 la revista Aki Yerushalayim, totalment en judeocastellà, que publica articles d'interés per a la comunitat jueva sefardita d'Israel i el Món.
El primer president del seu consell d'administració va ser el cinqué president de l'Estat d'Israel, Yitzhak Navon, i el seu Vicepresident, el director de la revista Aki Yerushalayim, Moshe Shaul.

## Objectius de la ANL[1]
L'associació promou la recerca sobre la cultura sefardita i, el seu ensenyament en les universitats israelianes als cinc cursos que ofereixen, i la seua difusió als mitjans de comunicació. Ajuda a establir i identificar les institucions i organitzacions que participen activament en l'àmbit de la cultura sefardita.
Promou el desenvolupament dels llegats de la cultura i la literatura del judeocastellà, i dona suport a la publicació de llibres d'autors contemporanis sobre temes relacionats amb l'escriptura amb la cultura sefardita, i la publicació de grans obres de la literatura judeocastellana i, en l'idioma original o en idioma hebreu.
Finalment, l'Autoritat Nacional del Ladino té un paper important en la perpetuació de la memòria de les comunitats sefardites que van ser exterminades durant la Shoah, per tal de conservar la memòria de la cultura judeocastellana, que en els darrers anys ha perdut terreny, a causa de la utilització de l'idioma hebreu.